# Passiflora insueta
Passiflora insueta är en passionsblomsväxtart som beskrevs av Feuillet och Macdougal. Passiflora insueta ingår i släktet passionsblommor, och familjen passionsblomsväxter. Inga underarter finns listade i Catalogue of Life.